# Ludwika Oldenburg
Ludwika (Luiza) Oldenburg duń. Luise (ur. 19 października 1726 w Kopenhadze, zm. 8 sierpnia 1756 w Hildburghausen) – księżniczka Danii i Norwegii oraz poprzez małżeństwo księżna Saksonii-Hildburghausen.
Urodziła się jako córka króla Danii i Norwegii Chrystiana VI i jego żony królowej Zofii Magdaleny.
1 marca 1734 została odznaczona duńskim Orderem Wierności.
1 października 1749 w Kopenhadze poślubiła księcia Saksonii-Hildburghausen Ernesta Fryderyka III. Para miała jedną córkę:
- księżniczkę Zofię (1755-1756)